# William Crabtree
Pour les articles homonymes, voir Crabtree (homonymie).
 (juin 2018).
Si vous disposez d'ouvrages ou d'articles de référence ou si vous connaissez des sites web de qualité traitant du thème abordé ici, merci de compléter l'article en donnant les références utiles à sa vérifiabilité et en les liant à la section « Notes et références ».
William Crabtree (1610-1644) était un astronome, un mathématicien, et un marchand de Broughton, qui fait partie aujourd'hui de Salford (Grand Manchester, Angleterre). Il est l'un des deux scientifiques qui ont réalisé en 1639 la première observation retenue par l'histoire d'un transit de Vénus.

## Biographie et œuvre
Crabtree avait depuis 1636 une correspondance avec Jeremiah Horrocks (dont le nom est parfois latinisé en  Horrox), un autre astronome amateur enthousiaste. Ils appartenaient à un groupe d'astronomes du nord de l'Angleterre, dont faisait aussi partie William Gascoigne, et qui étaient les premiers Britanniques adeptes de l'astronomie de Johannes Kepler. "Nos Keplari" ainsi que le groupe se baptisait lui-même, se distinguaient par le fait qu'ils étaient parmi les premiers à avoir une notion réaliste de la taille du système solaire. Crabtree et Horrocks ont été les seuls astronomes à observer, dessiner, et enregistrer le transit de la planète Vénus devant le Soleil, comme l'avait prédit Horrocks, le 24 novembre 1639 (calendrier julien), ou le 4 décembre 1639 (calendrier Grégorien).

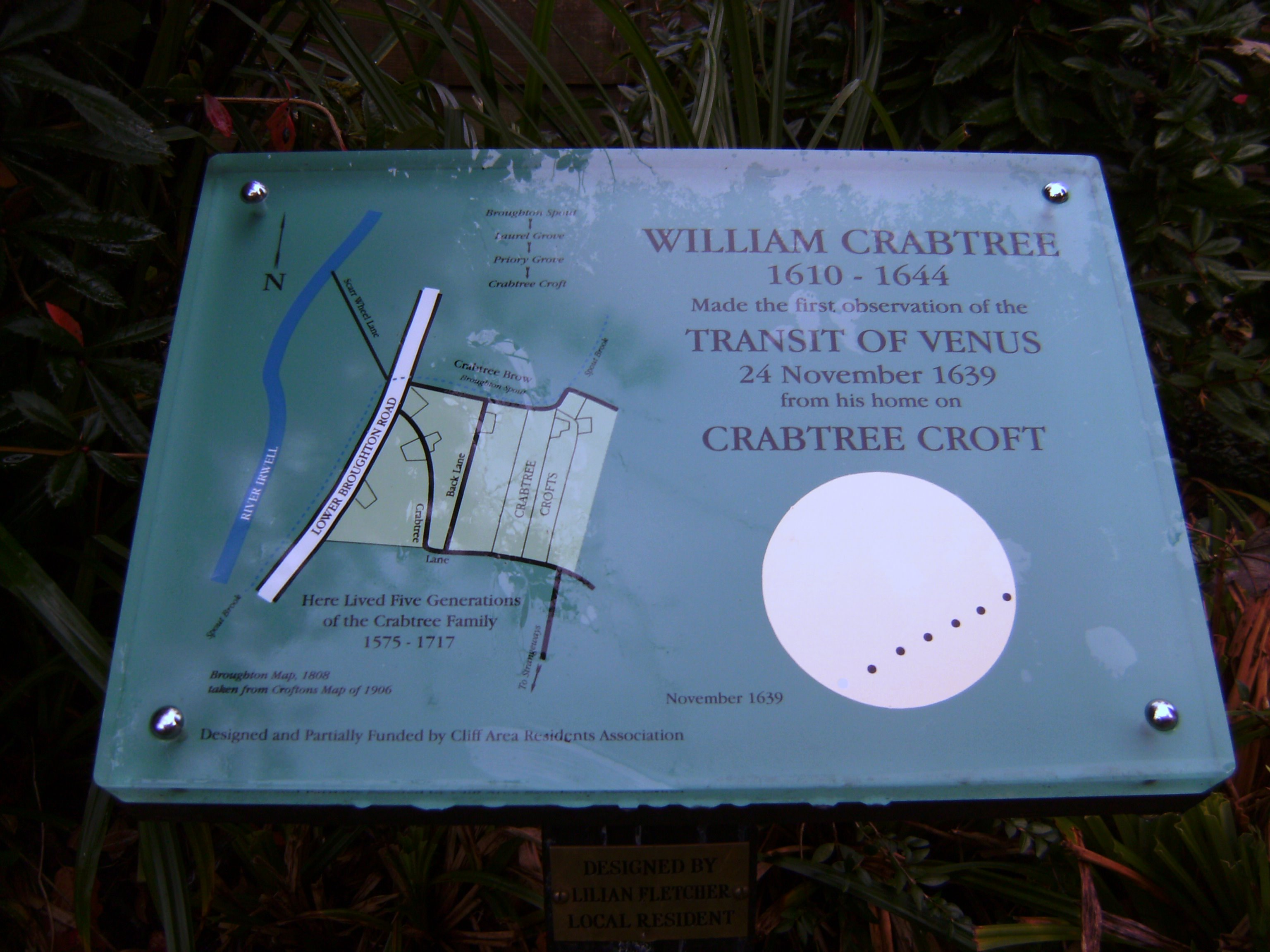
Plaque posée à Lower Broughton Road, Salford, commémorant l'observation du transit de Vénus

Les deux correspondants ont tous deux observé l'évènement depuis leur propre domicile et on pense qu'ils ne se sont jamais rencontrés en personne. Les calculs de Crabtree ont été cruciaux pour Horrocks dans l'estimation qu'il a faite de la taille de Vénus et la distance de la Terre au Soleil. Malheureusement Horrocks est mort prématurément en 1641, la veille du jour où il devait rencontrer Crabtree. Crabtree a fait son testament le 19 juillet 1644, et a été enterré selon ses volontés dans l'église collégiale de Manchester le 1er août 1644, tout près de l'endroit où il a reçu son éducation.
L’observation du transit est aujourd’hui considéré par beaucoup comme la naissance de l’astronomie moderne en Grande-Bretagne, et en effet, John Flamsteed a affirmé plus tard que le travail d’Horrocks et de ses collègues a jeté les bases sur lesquelles s’appuie son travail d'Astronome Royal.

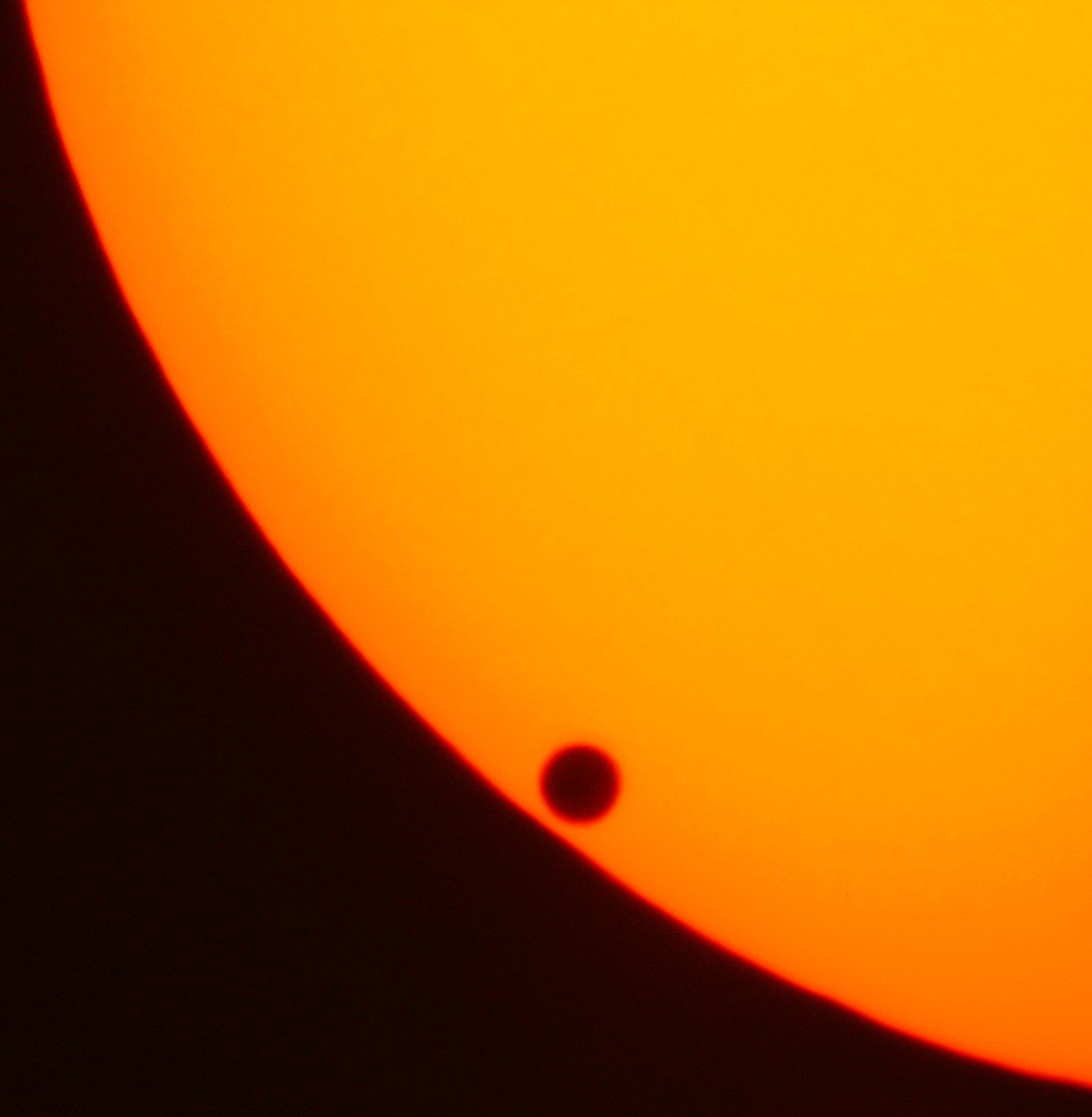
Transit de Vénus devant le Soleil, en 2004

Horrocks a aussi prédit qu’un passage devait avoir lieu à la date du 8 juin 2004. Le 9 juin 2004, une plaque commémorative à la mémoire de William Crabtree a été dévoilée à la jonction de Lower Broughton Road et Priory Grove qui marque la limite nord de Crabtree Croft. Une autre plaque commémorative a été dévoilée à quelques mètres de là en décembre 2005, à Ivy Cottage 388-90 Lower Broughton Road, qui aurait probablement été la maison de Crabtree et de sa famille à l'époque où il collaborait avec Horrocks.